# S
La s  (en mayúscula S, nombre ese, plural eses) es la vigésima letra y la decimosexta consonante del alfabeto español, y la decimonovena letra del alfabeto latino básico.
En español se le representa un sonido consonante obstruyente, fricativo, alveolar (en las zonas donde existe el fonema /θ/) o dental-alveolar (en las zonas donde no existe el fonema /θ/) y sordo.

## Historia
Según Gregorio Salvador, en su libro Historia de las Letras (Madrid: España, 1996), hay dos teorías sobre el origen de esta letra: 
Una teoría es la formulada por Berthol Louis Ullmann, que afirma que la letra «S» procede del ideograma egipcio donde se representan unos dientes. Cuenta la leyenda que cuando Cadmo fue a fundar Tebas, allí no disponían de letras. Cadmo mató a una serpiente, le arrancó los dientes y los sembró, como si simbólicamente cultivara los instrumentos del buen hablar. Cosechó los 16 dientes de las culebras como símbolo de las 16 primeras letras. La letra que mejor resumía todo, por su sonido y su forma, era la S. En la actualidad, es muy común representar una serpiente en la literatura moderna mediante dicha letra.
La otra teoría señala que esta letra procede de un ideograma egipcio que representa un río del que salen dos juncos o lotos. En la escritura protosinaítica se esquematiza utilizando las plantas acuáticas y los fenicios resumen el ideograma en forma de W, que los griegos llamaron «sigma». En el alfabeto griego la letra sigma se trazaba con tres líneas rectas o redondeadas, y de la misma forma en el alfabeto etrusco y en el latino arcaico. Finalmente, es el tipo redondeado el que prevalece entre los romanos, y el que finalmente ha llegado hasta nuestros días.
Posteriormente, evolucionó en diferentes líneas (india, árabe y griega), y en la escritura latina también ha sido escrita de múltiples formas dependiendo de la época (romana, nacional, carolina, gótica o humanística).

## Fonética
El español conoce diversos tipos de /s/. En la norma castellana la /s/ es apico-alveolar, es decir, la punta de la lengua se aproxima a la «montaña» alveolar que se encuentra justo encima de los dientes superiores. En las zonas de seseo de Andalucía, América y en Canarias, la /s/ es predorsal (laminar) o dental según hablantes y regiones. Este tipo de /s/ se articula con la punta de la lengua dirigida hacia los incisivos inferiores, es la llamada «ese sevillana». Este tipo de /s/ alterna con una de tipo dentoalveolar, con la punta de la lengua dirigida hacia los dientes superiores, es la ese llamada «cordobesa». En algunas regiones aisladas de América también se oye una /s/ de tipo apical como la castellana, como por ejemplo en hablantes de Bolivia, del interior de Colombia (sobre todo Pasto o Medellín), sierra de Ecuador, zona andina de Perú y aisladamente en la República Dominicana.
En las zonas donde la /s/ es predorsal encontramos así mismo la articulación dental o interdental ciceante, muy semejante o igual a la z castellana, aplicada tanto a las grafías s como a la z o la c. Esto ocurre particularmente en la zona costera de Andalucía y más aisladamente en partes de América (se ha observado en algunos hablantes costeños de Perú y de la Isla de Margarita en Venezuela).
En Andalucía, Extremadura, la Región de Murcia, en gran parte de la Mancha y Canarias, así como en buena parte de América, particularmente en las costas, la s implosiva padece un debilitamiento histórico. Este debilitamiento de la articulación de s genera una compleja variedad de soluciones:
1. Elisión total de toda -s implosiva: tomates > tomate, este > ete. La elisión total de -s sin efectos compensatorios puede llegar a producirse de forma ocasional en casi toda Andalucía occidental y en buena parte del español antillano, particularmente en el español dominicano; también es muy frecuente en el castellano rioplatense en muchos casos por influjo de la inmigración italiana, llegando a ser particularmente notoria tal elisión en la gran ciudad de Rosario y su extensa área de influencia fonológica.
2. Glotalización de la -s implosiva o aspiración. Por esta regla /s/ se articula como una suave aspiración glotal, semejante a la /h/ inglesa o el sonido de la "j" andaluza: mujeres > [muhéreh], los bosques [loh 'bohkeh]. La aspiración aparece en convivencia con otros tipos de debilitamiento de -s.
3. Geminación consonántica. La -s implosiva genera un alargamiento o geminación de la consonante posterior: este > ette, esperanza > epperanza, whisky > wikki, isla > il·la. En Andalucía la tt geminada suele resolverse en una /t/ simple de tipo alveolar, como la /t/ inglesa. La geminación consonántica convive igualmente con los otros fenómenos de debilitación descritos.
4. Alargamiento vocálico. En algunas zonas, particularmente en América, la -s origina un alargamiento compensatorio de la vocal anterior, especialmente si es una vocal tónica: este > e:te, isla > i:la. El alargamiento es una solución poco extendida y también convive con las otras soluciones señaladas.
5. Apertura vocálica. La caída de la /s/ abre la vocal anterior: tomates > tomatE, huertos > huertO, donde E y O representan unas vocales más abiertas que /e/ y /o/. En los hablantes que presentan esta apertura se aprecia el uso distintivo del timbre vocálico y, por tanto, las cinco vocales fonológicas del español se elevan a diez. Como ejemplo, la palabra "mano" tiene /o/ cerrada y "manos" tiene /O/ abierta, "casa" tiene una /a/ central o velar y "casas" tiene una /ä/ marcadamente palatal. Además, la mayoría de las veces, esta apertura vocálica no solo afecta a la vocal que precede la /s/ implosiva, sino a las vocales integrantes de la palabra, así se dice /'mAnO/ o /tO'mAtE/. La apertura vocálica y la creación de cinco nuevas vocales fonológicas es típico del sureste de España, provincias de Almería, sur de la de Alicante (Vega Baja del Segura), Granada, Jaén y Murcia principalmente, y la no tan surestina Córdoba.

Los distintos tipos de debilitamiento de la -s implosiva nunca han gozado de prestigio en el español estándar, y los hablantes cultos de las regiones señaladas intentan mantener la articulación de -s. En aquellos dialectos donde la elisión de -s es completa (andaluz occidental y antillano) pueden darse casos de -s hipercorrecta, particularmente cuando hay una noción falsa del plural: "las doces" por "las doce", "las gentes" por "la gente", "las ropas" por "la ropa", "ellos no tienen trabajos" por "no tienen trabajo". La -s hipercorrecta es especialmente frecuente en los hablantes semicultos de la región antillana.
Pese a no gozar de prestigio, en España la erosión de la -s implosiva se extiende progresivamente en zonas donde el fenómeno era desconocido. Es el caso de Madrid y zonas cercanas, donde la /s/ se asimila frecuentemente a una consonante velar: los bosques > "los bojques", los geranios > "loj geranios", etc. Pese a todo, el castellano del norte de Castilla-La Mancha, Castilla y León, Asturias, Cantabria, la Rioja, Aragón y en las zonas bilingües de España la -s implosiva se suele mantener con bastante firmeza. En América las zonas donde la -s resiste de forma más consistente son México (especialmente en las tierras altas), Guatemala, casi toda Costa Rica, interior de, Colombia, Ecuador y Perú, en toda Bolivia y zonas del norte de Argentina. Como decíamos, en el resto del español americano la -s sufre los diversos tipos de erosión señalados, muy particularmente en la ribera caribeña y Chile.

### S líquida
Por lo general, los términos con s líquida, o s antes de consonante, provienen de cultismos latinos o de préstamos de otros idiomas. Sin embargo, la s líquida es ajena a la estructura silábica del español, y normalmente induce la aparición de una e protética en la pronunciación.

## Ese larga (ſ)
El símbolo ſ es conocido como «ese alta» y fue una representación común para el mismo sonido hasta entrado el siglo XIX. La existencia de dos grafías diferentes para la misma letra proviene del griego clásico, en el que la ese griega (minúscula), la letra sigma, tiene dos grafías: σ y ς, que se utilizan de forma parecida a como se empleaban la ese alta y baja. Se usa en minúscula a principio de palabra o dentro de esta, reservando la ese baja para final de palabra.
Segundo Tomo del ingenioſo Hidalgo Don Quijote de la Mancha, que contiene ſu Tercera Salida: i es la Quinta Parte de ſus Aventuras, compueſto por el Licenciado Alonſo Fernandez de Avellaneda, natural de la Villa de Tordeſillas.
Debido a que la grafía de ſ y de f son parecidas, suelen ocurrir confusiones con la f en la lectura de documentos antiguos.

## Reglas para su usoortográfico
Se escriben con s:
- Los adjetivos terminados en so; ambicioso, inmenso, odioso, doloroso, etc.

- Las terminaciones erso, ersa; adverso, universo, viceversa, etc.

- Los prefijos;
  - sub-; subterráneo, subteniente, subvención.
  - super-; superhéroe, supervillano, superlativo.
  - supra-; supranacional, suprarrenal, supraindividual, supraestructura.
  - sin-; sinsentido, sinsabor.
  - semi-; semiconsonante, semifinal, semivocal, semiabierta, semicerrada.
  - sobre-; sobreabundancia, sobrecarga, sobreesdrújula.
  - des-; deshacer, destronar, descargar.
  - tras-; trasgredir.
  - trans-; transparente.
  - su-; suponer, supuesto, sucursal.
  - dis-; disculpa, disconformidad, disfuncional
  - seudo-; pseudónimo, seudociencia, seudointelectual

- Las palabras comenzadas en abs, cons, sus y pers; absolver, absorber, absurdo, persecución, persuasivo, personaje, personalizar, constante, consumir, constelación, susto, sustancia, sustantivo, suscripción.

- Antes de B, D, G, L y M; organismo, esbozo, desde, rasgo, eslogan. Excepciones; Uzbekistán, la mayoría de las palabras terminadas en -azgo (noviazgo, almirantazgo), y formas conjugadas con pronombres (hazlo, hazla).

- La terminación -ísimo a los superlativos de palabras; grandísimo, fuertísimo, muertísimo.

- Los adjetivos terminados en -esco; gigantesco, pintoresco.

- Plurales de palabras; lámparas, higos, tejados, aguacates, toros.
  - En caso de palabras terminadas en consonante, se añade -es; luces, caracoles, fáciles, débiles, exámenes.
  - Algunas excepciones, pero se siguen escribiendo con S; robots, récords.

- Cuando el verbo infinitivo no tiene ni S, ni S, ni Z, sus conjugaciones llevarán S; quiso, quieres, tienes, metes, vienes, comes, dijiste.

- Todos los verbos conjugados en modo subjuntivo llevan S, incluso si no llevan S en el infinitivo; dijese, hubiese.

- Terminan en S las terminaciones verbales de segunda persona singular de tú, con la excepción de la terminación -iste, que se escribe con S.

- Las palabras terminadas en –sión derivadas de otras terminadas en S; aversión, propensión, extensión.

- En el caso del pronombre se, que se anexa a verbos, para dar origen a formas verbales, como verbos en forma reflexiva o para sustituir al objeto indirecto; hablándose, se durmió, se lavó, bañándose.

- Los compuestos y derivados de palabras que se escriben con S; sol - solar, santo - santificar.

- Las palabras terminadas en ense, ese, sor, ismo, sión, es y ista. Ejemplos: (capaz, capaces), (ave, aves), (sentar, siéntense), (bañar, báñense),(turista, turismo), (fanático, fanatismo),(impresión, impresionista), (columna, columnista de periódico), (callar, cállese), (bañar, báñese), (dividir, división), (concluir, conclusión).

- En los siguientes grafemas: sivo, esp, est, rse, siva. Existen las siguientes excepciones: nocivo, lascivo. Ejemplo: masivo, cursiva, caerse, verse, maestro, muestra, esbelto, esbozo, espina, espada, etc.

- Cabe aclarar que en la mayoría de regiones de España la S no es homófona a la Z, o la C antes de E o I.

## Representaciones alternativas
En alfabeto fonético aeronáutico se le asigna la palabra Sierra.
En código Morse es:  ··· 

Banderas de señales
Alfabeto semáforo
Lectura Braille
Alfabeto manual